# Тейтум (Нью-Мексико)
Тейтум (англ. Tatum) — місто (англ. town) в США, в окрузі Леа штату Нью-Мексико. Населення — 706 осіб (2020).

## Географія
Тейтум розташований за координатами 33°15′19″ пн. ш. 103°18′39″ зх. д. / 33.25528° пн. ш. 103.31083° зх. д. (33.255394, -103.310822).  За даними Бюро перепису населення США в 2010 році місто мало площу 4,12 км², з яких 4,10 км² — суходіл та 0,02 км² — водойми.

## Демографія
Згідно з переписом 2010 року, у місті мешкало 798 осіб у 312 домогосподарствах у складі 215 родин. Густота населення становила 194 особи/км².  Було 360 помешкань (87/км²).
Расовий склад населення:
| - 80,2 % — білих - 1,4 % — чорних або афроамериканців - 0,9 % — корінних американців - 0,9 % — азіатів - 0,1 % — вихідців з тихоокеанських островів - 15,4 % — осіб інших рас |

До двох чи більше рас належало 1,1 %. Частка іспаномовних становила 44,2 % від усіх жителів.
За віковим діапазоном населення розподілялося таким чином: 29,4 % — особи молодші 18 років, 55,7 % — особи у віці 18—64 років, 14,9 % — особи у віці 65 років та старші. Медіана віку мешканця становила 37,1 року. На 100 осіб жіночої статі у місті припадало 92,8 чоловіків;  на 100 жінок у віці від 18 років та старших — 90,2 чоловіків також старших 18 років.
Середній дохід на одне домашнє господарство  становив 57 701 долар США (медіана — 45 313), а середній дохід на одну сім'ю — 61 172 долари (медіана — 47 188). Медіана доходів становила 50 662 долари для чоловіків та 37 344 долари для жінок. За межею бідності перебувало 21,7 % осіб, у тому числі 29,1 % дітей у віці до 18 років та 16,4 % осіб у віці 65 років та старших.
Цивільне працевлаштоване населення становило 298 осіб. Основні галузі зайнятості: освіта, охорона здоров'я та соціальна допомога — 26,5 %, сільське господарство, лісництво, риболовля — 26,5 %, роздрібна торгівля — 12,8 %, публічна адміністрація — 7,0 %.